# Kiesgrube am Hardtwald Durmersheim
Die Kiesgrube am Hardtwald Durmersheim ist ein Naturschutzgebiet im Naturraum Hardtebenen in Baden-Württemberg.

## Geographie
Das Naturschutzgebiet liegt auf dem Gebiet der Gemeinde Durmersheim.

## Geschichte
Die Grube entstand als Trockenabbaggerung der Baustoffwerke Durmersheim. Auf einer Teilfläche wird seit Ende 1989 eine Nassabbaggerung auch über den Zeitpunkt der Unterschutzstellung hinaus durchgeführt, begleitet durch eine landschaftspflegerische Planung, die eine optimale Verzahnung unterschiedlicher Standorte sicherstellen soll. Diese frühe Ausweisung als Naturschutzgebiet während der Abbauzeit soll einer möglichen anderweitigen Nutzung des Gewässers vorgreifen und Arten- und Biotopschutz Priorität einräumen.

## Geologie
Diese Grube befindet sich in den ehemaligen Flugsand- und Dünengebieten zwischen Rhein und Kinzig-Murg-Rinne, welche heute landwirtschaftlich genutzt werden. Die auf der Niederterrasse des Rheins abgelagerten kalkfreien, kiesigen Sande sind für die Bauwirtschaft von Interesse. Vor allem für die heute praktisch verschwundene Dünen- und Sandrasenvegetation sind mit der Abgrabung neue Standorte geschaffen worden.

## Beschreibung
Das Gebiet wurde per Verordnung vom 27. November 1991 durch das Regierungspräsidium Karlsruhe als Naturschutzgebiet ausgewiesen und hat eine Fläche von 27 Hektar. Es wird unter der Schutzgebietsnummer 2.144 geführt und ist in die IUCN-Kategorie IV als Biotop- und Artenschutzgebiet eingeordnet. Der CDDA-Code lautet 164072 und entspricht zugleich der WDPA-ID.
Der wesentliche Schutzzweck ist die Sicherung des Gebietes mit seinen feuchten bis hin zu extrem trockenen Bereichen als Pionierstandort  mit unterschiedlichen Sukzessionsstadien.

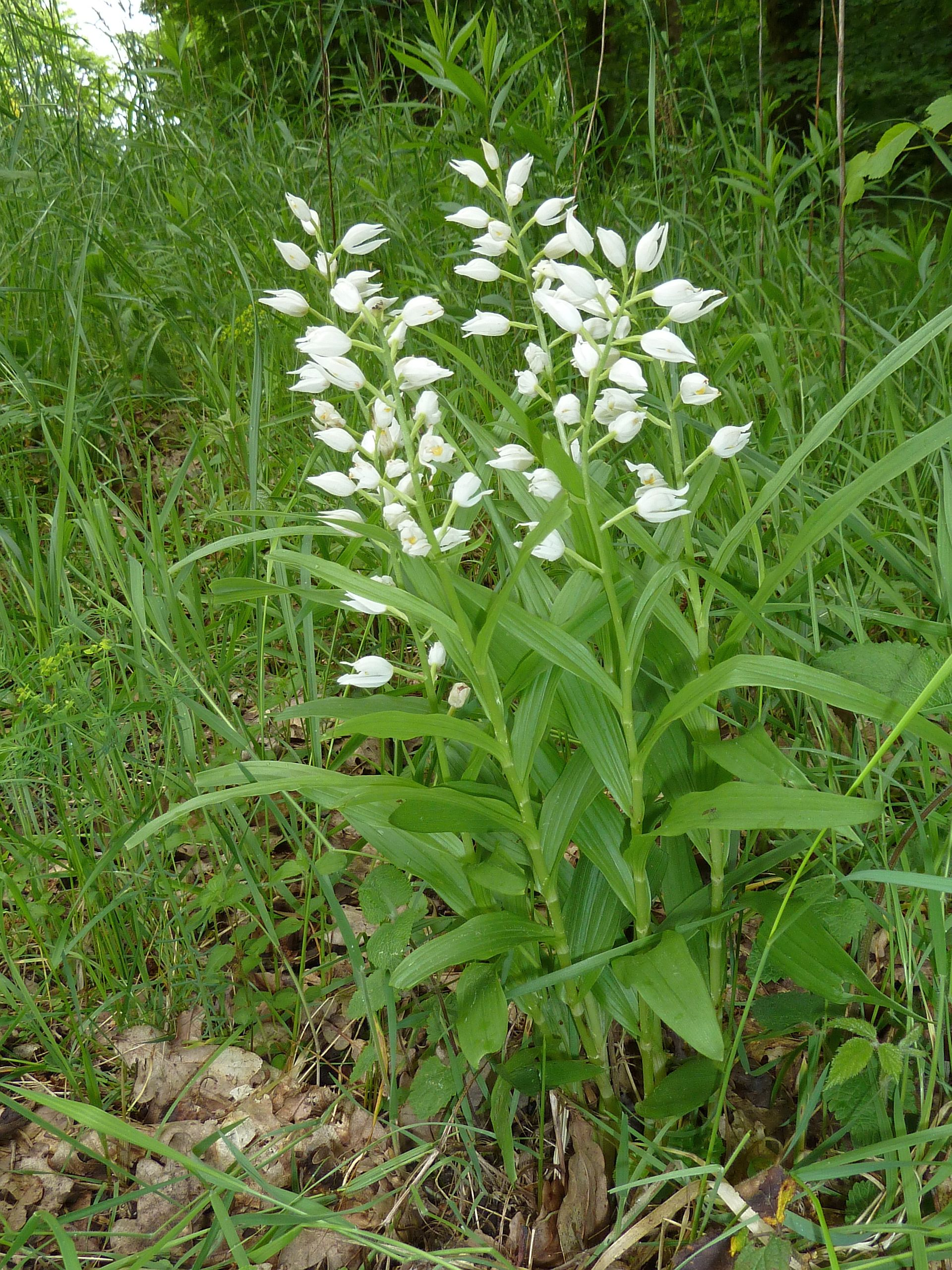
Langblättriges Waldvöglein bei der Kiesgrube am Hardtwald

## Flora und Fauna
In dem Sekundärbiotop, welches sich zu einem wertvollen Ersatzgebiet für ehemalige Binnendünen und Flugsande entwickelt hat, finden sich bereits zahlreiche Bienen-, Grabwespen- und Wespenarten (Stechimmen).
Etwa ein Drittel der gefundenen Arten aus dieser Gruppe im Gebiet stellen Grabwespen dar, worunter sich drei Arten der Roten Liste, die allesamt Charakterarten der Binnendünen und Flugsande darstellen, finden.
Die Wildbienen sind mit 40 % die artenreichste Gruppe der Stechimmen im Gebiet. Unter den gefundenen Wildbienen gehört Anthophora bimaculata zu den ausgesprochenen Spezialisten für Dünen und Flugsande. In Baden-Württemberg ist sie an nur vier weiteren Stellen gefunden worden. Flussregenpfeifer und  Uferschwalbe waren lange Zeit regelmäßige Brüter im Gebiet.
Auf der Grubensohle breitet sich stellenweise ein Federschwingelrasen mit bedrohten Arten wie Trespenfuchsschwingel (Vulpia bromoides), Mäuseschwanzfuchsschwingel (Vulpia mynros), Nelkenhafer (Arva carophyllea) und Filzkrautarten aus. In Nasszonen finden sich Rohrkolben (Typha latifolia), Schilf (Phragmites communis) und Schwimmendes Laichkraut (Potamogeton natans).
Auf den Flachhängen der Grube wechseln sich offene Rohbodenflächen mit verbuschenden Abschnitten und anderen mageren und trockenen Standorten wie Glatthaferbeständen ab.